# Great Divide (Hanson)
Great Divide è il primo singolo estratto da The Walk, sesto studio album del gruppo musicale Hanson.
Il brano è stato presentato in anteprima in Italia il 1º dicembre 2006, in occasione del World AIDS Day.
Il singolo è a scopo benefico e vede la collaborazione di un coro di giovani africani, che intonano le parole "Ngi ne themba", equivalenti nella loro lingua natia all'inglese "I Find Hope", frase emblema e messaggio fondamentale della canzone.
La band lo ha reso scaricabile a pagamento in rete ed ha devoluto l'intera somma delle vendite alla causa africana ed in particolare ad un ospedale a Soweto, in Sudafrica.

## Il video
Il video è un collage di immagini e filmati tratti dall'esperienza degli stessi Hanson in Sudafrica, ispirandosi alla quale è stata girata una seconda versione di questo video, dove la band suona e in sottofondo si vedono delle immagini sulle camminate benefiche.

## Formazione
- Clarke Isaac Hanson - chitarra elettrica e acustica, basso, voce
- Jordan Taylor Hanson - pianoforte, tastiera, chitarra elettrica e acustica, batteria, percussioni, voce
- Zachary Walker Hanson - batteria, percussioni, pianoforte, tastiera, chitarra elettrica e acustica, voce